# Gemshorn

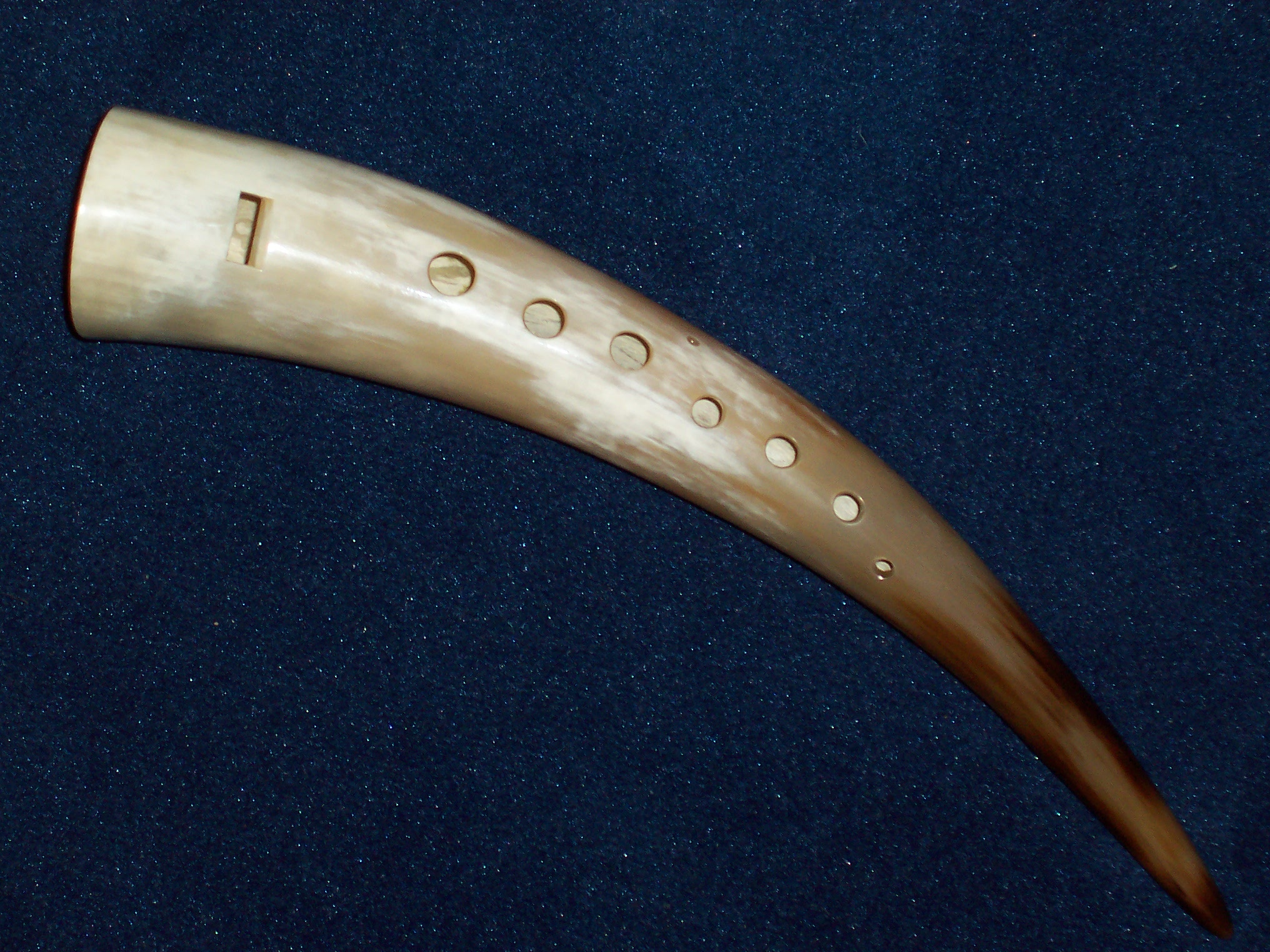
Gemshorn in Altstimmung

Das Gemshorn ist eine im Mittelalter bis zum Beginn des 16. Jahrhunderts gespielte Kernspaltflöte, deren Spielröhre aus einem Tierhorn gefertigt wurde. Es sind keine Originale aus der Zeit erhalten, in der es verwendet wurde. Vorhanden sind jedoch Abbildungen, vor allem im Musica getutscht und außgezogen des Sebastian Virdung von 1511. Gemshörner werden meist aus einem Kuhhorn hergestellt. Rekonstruktionen des Gemshorns werden heute wieder zur Aufführung Alter Musik gebaut.
Das Gemshorn ähnelt in der Griffweise der Blockflöte, ist aber eine gedackte Pfeife. Das ermöglicht die Wiedergabe tieferer Blockflötenpartien bei relativ bequemer Griffweise. Gleich tiefe Blockflöten (Bass, Großbass, Subbass) sind demgegenüber sehr groß und unhandlich. Dafür ist ein Überblasen nicht möglich, was einen relativ geringen Tonumfang von kaum mehr als einer Oktave zur Folge hat. 
Das Gemshorn, dessen Klang demjenigen der Blockflöte ähnelt, ist in der Ansprache eine echte Blockflöte: Doppel-, Tripel- und Flatterzunge sind (z. B. bei Verzierungen) möglich.

## Herkunft

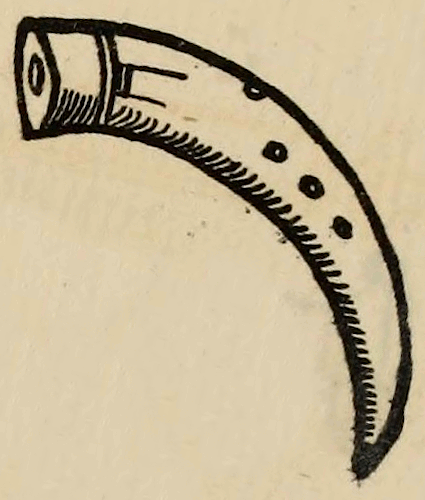
Gemshorn in: Sebastian Virdung, Musica Getutscht, 1511

Der älteste literarische Beleg eines Gemshorns findet sich in dem 1549 auf Scots veröffentlichten Werk The Complaynt of Scotland. Die Beschreibung lautet: „…ane pipe maid of ane gait horne“. In Musica getutscht und außgezogen sind zwei Gemshörner abgebildet, wahrscheinlich in mittlerer Lage. Im 1619 veröffentlichten Syntagma musicum von Michael Praetorius wird das Gemshorn nicht mehr erwähnt.
Über den Tonumfang und die spielbaren Tonarten des historischen Gemshorns geben die Quellen keinen Aufschluss. Abbildungen zeigen eine nur geringe Anzahl an Grifflöchern. Außerdem fehlt eine Darstellung als Instrumentenfamilie mit verschiedenen Stimmlagen. Moderne Gemshörner sind dagegen in verschiedenen Stimmlagen erhältlich und sind mit ihrem weitgehend chromatischen Tonumfang von einer None bis einer kleinen Dezime zur Wiedergabe eines Großteils der Renaissancemusik, auch im geschlossenen Gemshornsatz, geeignet. Eine vergleichbare Verwendung des Gemshorns in der Renaissancezeit ist nicht belegt.
Gebaut wird das Gemshorn heute vor allem in den Größen Sopran in C mit dem Tonumfang c″–d‴, Alt in F mit dem Tonumfang f′–g″, Tenor in C mit dem Tonumfang c′–d″ und Bass in F mit dem Tonumfang f–g′.

## Bauform
Das Gemshorn besteht aus einem ausgehöhlten Tierhorn, in dessen breites Ende das Labium geschnitten wird. Außerdem werden Grifflöcher wie bei der Blockflöte in das Instrument gebohrt. Die Öffnung wird mit einem Schnabelmundstück aus Gips verschlossen und mit einem Lederüberzug versehen, wobei ein Windkanal entsteht. Manche Instrumentenbauer bieten Instrumente auch mit einem Schnabel aus Holz an.

## Orgelregister
Gemshorn ist auch die Bezeichnung für ein an das Instrument angelehntes Orgelregister.